# Ярра (древесина)

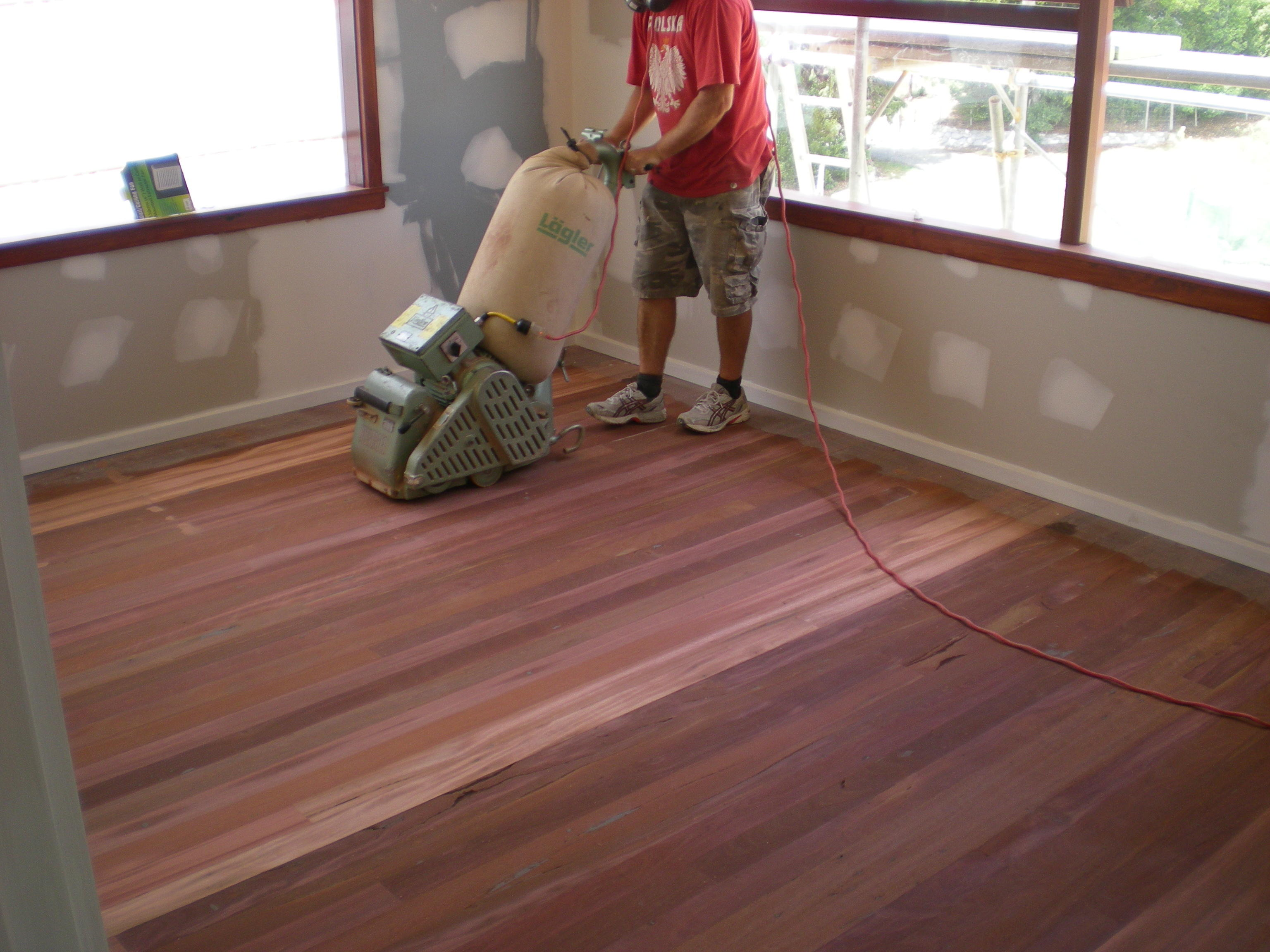
Паркет из Ярры

Ярра — древесина произрастающего в Австралии эвкалипта вида Eucalyptus marginata семейства Myrtaceae. В настоящее время это дерево культивируется также в Южной Америке (преимущественно в Бразилии).

## Названия
Eucalyptus marginata ( бот. ),  Jarrah ( лат. ).

## Характеристика древесины
По цвету и текстуре древесины ярра напоминает махагони, и поэтому её нередко называют «Австралийский махагони». Однако ярра отличается особенно яркой окраской — для неё характерны все оттенки красного цвета, преимущественно от светло-розового до темно-красного. На свету темнеет. Древесина очень декоративная, плотная, твердая, хорошо шлифуется и полируется. Твердость по Бринеллю: около 6-ти.
Физические свойства:
| Плотность                        | 860 кг/м³                               |
| Твёрдость по шкале Янка          | 1920                                    |
| Коэффициент объёмного расширения | Радиальный — 4.6% Тангенциальный — 6.6% |
| Объёмная усушка                  | 11.2%                                   |
| Стойкость против гниения         | великолепная                            |
| Устойчивость к насекомым         | хорошая                                 |

## Применение

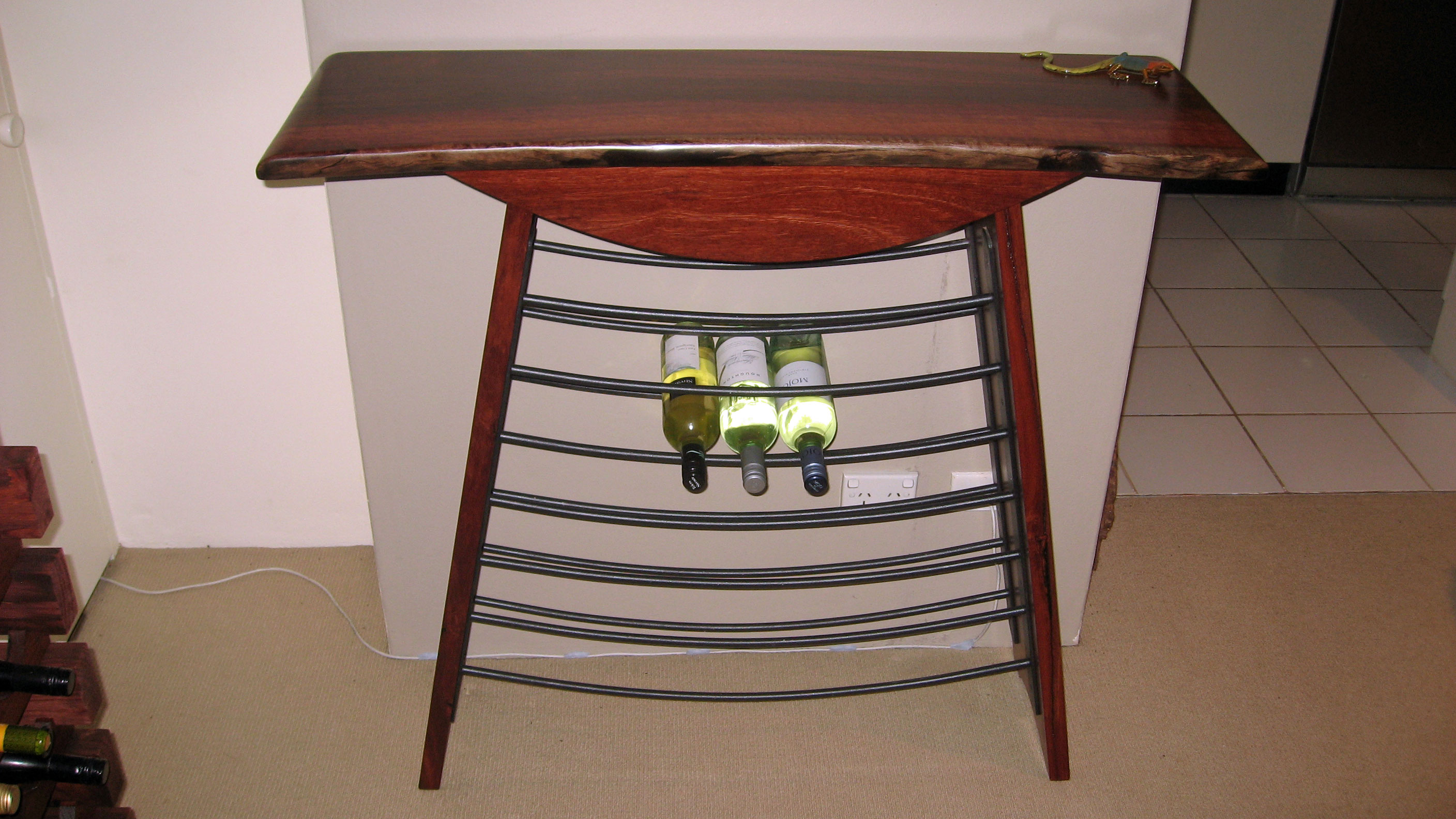
Стол из Ярры

Так как деревья этого вида достигают высоты 40 м и диаметра ствола 1-1.5 м, возможно получение пиломатериалов значительных размеров.
Из-за своей стойкости и повсеместной распространённости в Австралии эта древесина широко применяется там для наружного строительства. Её ярко-красный цвет и высокая плотность обуславливают спрос на неё как на материал для устройства полов и террасных покрытий. Кап ярры ценится среди краснодеревщиков из-за своей твёрдости, богатого и яркого цвета, плотного расположения узлов, сложного рисунка волокон и уникального общего вида.
Ярра применяется для устройства паркетных полов, а также для изготовления дверей, мебели, лестниц и декоративных элементов внутренней отделки помещений, фанеры и мелких поделок.